# Sorbisches National-Ensemble

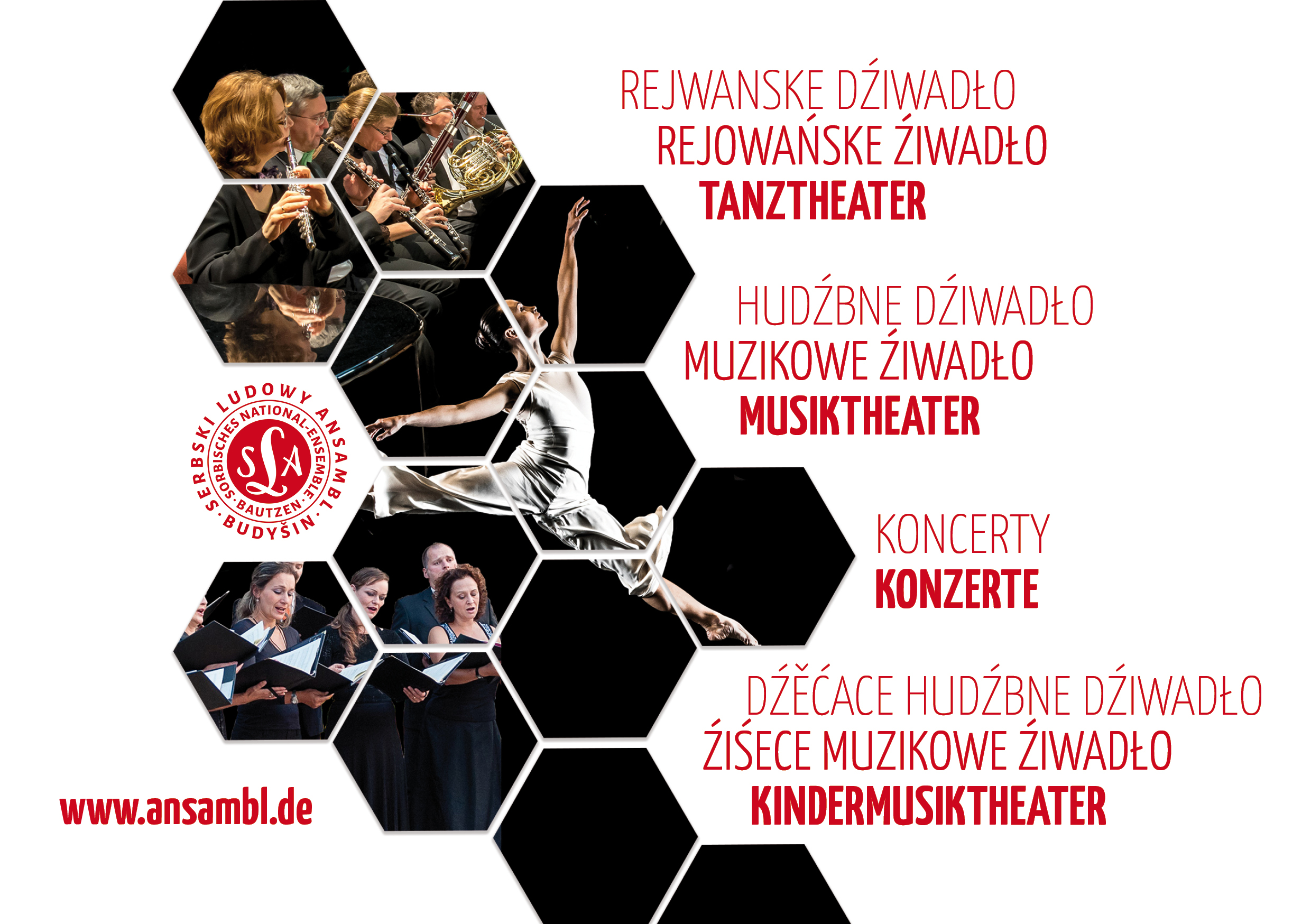
Sparten und Repertoire-Schwerpunkte des Sorbischen National-Ensembles

Das Sorbische National-Ensemble, sorbisch Serbski ludowy ansambl, kurz SNE bzw. SLA oder ANSAMBL, ist das einzige professionelle sorbische Tanz- und Musiktheater in der Lausitz und verfügt über die Sparten Orchester, Ballett und Chor. Repertoire-Schwerpunkte sind Tanztheater, Musiktheater, Konzerte und Kindermusiktheater – von sorbisch-traditionell bis zeitgenössisch-modern. Der Sitz des SNE befindet sich rund um die Röhrscheidtbastei an der Friedensbrücke in Bautzen. Tourneen führten das Ensemble in über 40 Länder auf 4 Kontinenten mit rund 14.000 Gastspielen seit 1952. Das Ensemble wird als gGmbH geführt, deren einziger Gesellschafter die Stiftung für das sorbische Volk ist. Aus deren Kasse erhält es über 5 Mio. Euro jährlich. Das entspricht rund einem Viertel der ganzen Fördersumme, die der Stiftung zur Verfügung steht.

## Geschichte
Das Sorbische National-Ensemble wurde im Januar 1952 auf Empfehlung der Domowina und unter maßgeblicher Mitwirkung Božidar Dobruckys als Staatliches Ensemble für sorbische Volkskultur (Statny ansambl za serbsku ludowu kulturu) durch das Land Sachsen gegründet und 1953 dem Ministerium für Kultur der DDR zugeordnet. Sein Funktionsgebäude erhielt es im ehemaligen Bautzener Restaurant „Bürgergarten“ an der Äußeren Lauenstraße. Als kulturpolitisches Vorbild diente die osteuropäische Estradenkunst. 1952 begannen die Proben, am 21. Dezember 1952 folgte im Cottbuser Theater der erste öffentliche Auftritt im Rahmen einer Festveranstaltung der Gesellschaft für Deutsch-Sowjetische Freundschaft und des Rates des Bezirkes Cottbus.
Seit 1990 führt das Ensemble den Namen Sorbisches National-Ensemble. Sein Schwerpunkt liegt in der sorbischen Musikkultur. Das Ensemble schöpft aus den traditionell-volkskulturellen Überlieferung aus allen Regionen der Lausitz, in Form von Lied, Musik, Trachten, Tanz und Brauchtum.
Seine ersten Mitglieder entstammten der Laienbewegung und wurden später meist zu Berufskünstlern ausgebildet. Als Hauptzweck galt anfangs, „das sorbische Kulturerbe sowohl in seinen klassischen Ausprägungen wie auch in der Volkskunst zu pflegen, es rein zu erhalten und weiterzuentwickeln.“
Erschließung, Pflege, Entwicklung und Verbreitung der sorbischen Musikkultur standen hinweg im Mittelpunkt. Künstlerisch geprägt wurde es unter anderem von dem Dirigenten Jan Bulank, der 1970–1996 als Chordirektor wirkte, und von dem slowakischen Choreografen Juraj Kubánka, der zwischen 1963 und 2008 für das Ballett neue Ausdrucksformen fand. Nach der politischen Wende von 1989/90 erhielt die Anwendung der sorbischen Sprache und die Förderung des eigenen Nachwuchses stärkeres Gewicht. Von Beginn an wurden fachliche Kontakte zu vergleichbaren Einrichtungen in slawischen Ländern aufgebaut, vor allem in der Slowakei und in Polen. 1978 wurde in der Bautzener Kornstraße ein Wohnheim mit Klubgaststätte „Wjelbik“ eröffnet. Die künstlerische Gesamtgestaltung der Gaststätte schuf Eva-Ursula Lange.

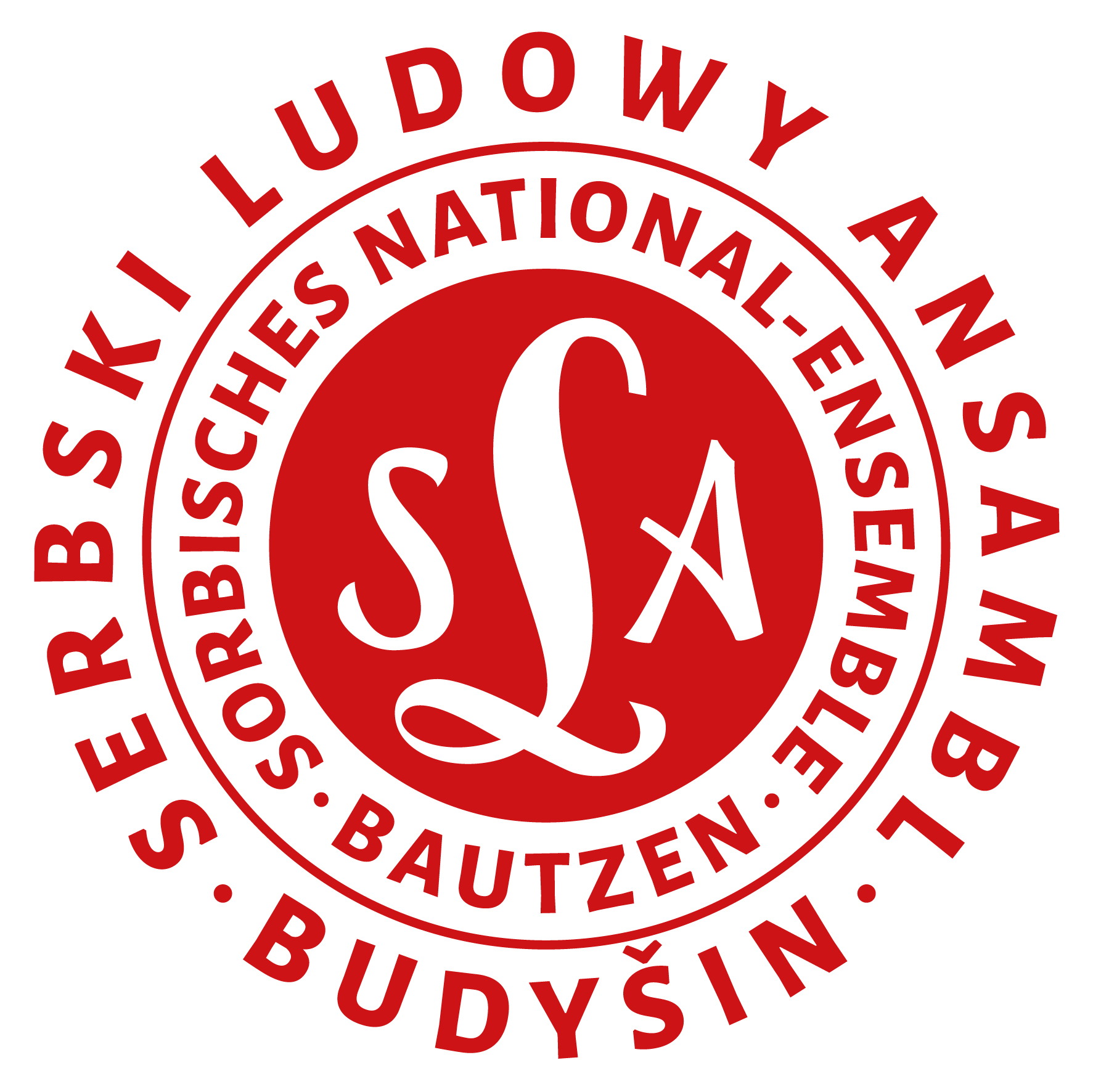
Logo der Sorbisches National-Ensemble gGmbH

Die Struktur des SNE bestimmen die drei Sparten Chor, Ballett und Orchester. Diese ermöglichen unterschiedliche Aufführungsformen, die den jeweiligen Bühnenverhältnissen entsprechen. Sie reichen von kleineren thematischen Inszenierungen über Kammer- und Sinfoniekonzerte bis zu sogenannten Galaprogrammen. Das Ensemble, dessen erste Auslandsreisen 1954 in die Mongolei und nach Albanien führten, fand den Schwerpunkt seiner Tätigkeit als „Botschafter der Sorben“ früher in deutschsprachigen Regionen außerhalb der Lausitz und im Ausland. Es bot den Veranstaltern seine Programme an – auf Wunsch mit einer transportablen Bühne –, entsprechend flexibel und variabel war und ist der Spielplan. Ab 1957 nahm es die Aufführungen zur Vogelhochzeit in eigene Regie, die seitdem am Jahresanfang regelmäßig in der gesamten Lausitz stattfinden. Die dafür nötige Zusammenarbeit mit dem Deutsch-Sorbischen Volkstheater erfolgte in den 1990er Jahren auf der Basis eines Kooperationsvertrags, wie er die beiden Orchester schon länger verband. Ab 2000 wurde die herkömmliche folkloristische Bühnenkunst durch modernes Tanztheater (zum Teil zeitgenössisches Ballett, Ballettopern nach literarischer Vorlage) sowie Kinder- und Jugendproduktionen ergänzt. Eine ständige praktische Aufgabe des SNE ist die künstlerische Anleitung und Betreuung der großen sorbischen Vereinschöre wie „Budyšin“, „Lipa“ oder „Meja“, angeboten werden zudem Hospitationen, Seminare und Schulungen für Amateurgruppen wie die Tanzensembles Schmerlitz oder Höflein (früher oft gemeinsam mit dem Haus für sorbische Volkskunst). Marktwirtschaftliche Kriterien erforderten 1996 die Umwandlung der staatlichen Einrichtung in eine GmbH, die jedoch – wie schon seit 1992 – weiterhin durch die Stiftung für das sorbische Volk institutionell gefördert wird. Einziger Gesellschafter war zunächst der Freistaat Sachsen, ab 1998 die Stiftung. Seit 2012 wird das SNE als gGmbH geführt.
Bis Mitte der 1950er Jahre hatte das Ensemble die anfängliche Sollstärke von 80 Chorsängern, 24 Tänzern sowie 37 Instrumentalisten erreicht. Zu keiner Zeit konnten jedoch alle Planstellen mit ausgebildeten Sorben besetzt werden, besonders in Orchester und Ballett waren stets auch deutsche und ausländische Kräfte engagiert. Nach 1990 sanken infolge von Haushaltskürzungen die Beschäftigtenzahlen in mehreren Schritten. Durch Strukturveränderungen war das Orchester 1992 mit demjenigen des zweisprachigen Bautzener Theaters zur Lausitzer Philharmonie vereinigt worden, so dass zeitweilig große Werke der sorbischen Musikgeschichte aufgeführt werden konnten. Seitdem werden auch Tonträger hergestellt. 1996 wurde der Klangkörper wieder aufgelöst; 30 Instrumentalisten aus dem SNE spielen seitdem in der Neuen Lausitzer Philharmonie mit Sitz in Hoyerswerda, das Ensemble selbst behielt ein Orchester mit 26 Mitgliedern. Hinzu kommen 16 Chorsänger und 26 Tänzer (2008). Nach 2000 musste infolge erneuter Sparzwänge die Gesamtzahl der Mitarbeiter von 133 auf gut 100 reduziert werden, 2010 schließlich auf 90. Zugleich soll in einem angegliederten sorbischen Nachwuchsstudio der Nachwuchs an ein professionelles Niveau herangeführt werden.
In den ersten 50 Jahren seines Bestehens hat das Ensemble über 70 Auslandsgastspiele in 30 Ländern absolviert, bei etwa 9000 Vorstellungen wurde sorbische Musikfolklore präsentiert.

## Gegenwart
Das SNE ist auf nationalen und internationalen Gastspielen und in der Lausitz präsent. Das Repertoire umfasst dabei sowohl folkloristisch geprägt Produktionen (Naša Hanka w'wěncu steji – Sorbischer Polterabend. Eine Folkloregala Lausitzer Hochzeiten) als auch moderne Ausdrucksformen des Tanzes (Für Maria – Mitte der Nacht). Zudem finden sich klassische Konzerte im Repertoire oder Neujahrs- und Weihnachtskonzerte. Ferner bietet das SNE Kinderproduktionen an, wie Ballettmärchen, Kindermusicals oder das interaktive musikalische Märchen „Das listige Füchslein“.

## Intendanz / Geschäftsführung
- Jurij Winar (1952–1960)
- Handrij Cyž (1960–1990)
- Detlef Kobjela (1990–1995)
- Měto Benada (Geschäftsführer 1996–2001)
- Wolfgang Rögner (2002–2010)
- Milena Vettraino (2010–2015)
- Diana Wagner (Geschäftsführerin seit 2015)
- Judith Kubitz (Intendantin 2018–2021)
- Tomas Kreibich-Nawka (Intendant seit 2021)